# アクシオン (競走馬)
アクシオン（欧字名:Axion、2003年3月29日 - 2013年4月23日）は、日本の競走馬。主な勝ち鞍に2009年の鳴尾記念、2010年の中山金杯。
馬名の意味は、物理学用語で「理論的に存在する素粒子」。サンデーサイレンス産駒の最終世代馬で、最後の中央競馬登録馬である。

## 経歴

### 2006年
2006年3歳時には準オープン馬ながら菊花賞に出走。初挑戦の重賞がJpnI、さらに初の長距離輸送や乗り替わりがありながら5着と健闘、熱発明けとなったクリスマスカップでは後の有馬記念優勝馬マツリダゴッホと僅差のレースをする等素質の高さを見せる。

### 2007年 - 2009年
明け4歳に1走した後、左前浅屈腱炎を発症し2年3ヶ月の長期休養に入るが、2009年春の復帰後も大崩れすることなく堅実な結果を残し同年秋にオープンクラスに昇級となる。
久々の重賞参戦となった鳴尾記念では7番人気と評価を下げるも優勝し重賞初制覇、また同馬を管理する二ノ宮敬宇調教師は西日本地区（中京・京都・阪神・小倉）での初の重賞勝ちを記録した。

### 2010年
2010年初戦の中山金杯も制し重賞2連勝、同時にサンデーサイレンス産駒の重賞勝利を歴代3位となる17年連続に伸ばした。4ヶ月間隔をおいて5月29日の金鯱賞に3番人気で出走、道中は好位追走も直線で伸びあぐねて7着に終わった。続く宝塚記念では好位中団から徐々に進出するも直線で失速し15着と大敗した。札幌記念では中団から脚を伸ばして3着と好走した。
天皇賞（秋）では最後方から追い上げてくるも9着に終わった。連覇がかかった鳴尾記念では馬体重が大幅に減ったこともあって終始後方のまま10着と大敗した。

### 2011年
2011年初戦は連覇がかかった中山金杯、中団追走も直線で失速し12着と大敗した。5ヶ月間隔をおいて6月12日のエプソムカップに出走するも10着と大敗。函館記念では後方から追い上げて3着と好走した。札幌記念では2番手追走から直線で早めに抜け出したがトーセンジョーダンとの激しい追い比べに敗れハナ差の2着。毎日王冠では中団追走も直線で失速し9着に終わった。天皇賞（秋）では12着と大敗した。

### 2012年
2012年初戦も中山金杯、中団追走も直線で失速し13着。続く中日新聞杯では見せ場なく14着、日経賞では先団3番手追走も失速し13着と大敗した。間隔をおいて6月10日のエプソムカップは中団追走も直線で失速し17着、函館記念では人気通りの12着と大敗した。続く札幌記念でも13着となり、このレースを最後に引退することが決まった。
8月21日付で競走馬登録抹消。当馬の引退により中央競馬からサンデーサイレンス産駒が姿を消した。

### 引退後
札幌競馬場で乗馬となり、誘導馬デビューに向けて調教中であったが、調教中に重度の骨折を発症し予後不良となり、2013年4月24日死亡した。

## 競走成績
| 年月日 | 年月日 | 年月日 | 競馬場 | 競走名         | 格       | 頭数 | オッズ （人気） | オッズ （人気） | 着順 | 騎手     | 斤量 | 距離（馬場）  | タイム （上り3F） | タイム 差 | 勝ち馬/（2着馬）       |
| 2006   | 3.     | 12     | 中山   | 3歳未勝利      |          | 14   | 1.9             | （1人）         | 1着  | 柴田善臣 | 56   | ダ1800m（良） | 1:56.7（38.1）    | -0.4      | （ソレックス）         |
|        | 3.     | 25     | 中山   | 3歳500万下     |          | 13   | 1.5             | （1人）         | 4着  | 柴田善臣 | 56   | ダ1800m（稍） | 1:56.4（37.8）    | 0.6       | モンヴェール           |
|        | 4.     | 9      | 中山   | 3歳500万下     |          | 13   | 2.7             | （2人）         | 4着  | 北村宏司 | 56   | ダ1800m（良） | 1:56.5（38.7）    | 0.1       | バルバロ               |
|        | 8.     | 27     | 札幌   | 石狩特別       | 500万下  | 14   | 5.0             | （2人）         | 1着  | 藤田伸二 | 54   | 芝1800m（良） | 1:48.5（34.8）    | -0.2      | （マイネルバシリコス） |
|        | 9.     | 9      | 札幌   | TVh賞          | 1000万下 | 11   | 2.1             | （1人）         | 2着  | 藤田伸二 | 54   | 芝2000m（良） | 2:01.9（34.4）    | 0.0       | タガノマーシャル       |
|        | 9.     | 24     | 札幌   | HTB賞          | 1000万下 | 12   | 1.6             | （1人）         | 1着  | 藤田伸二 | 54   | 芝1800m（良） | 1:47.9（35.6）    | -0.5      | （タニノボルガ）       |
|        | 10.    | 22     | 京都   | 菊花賞         | GI       | 18   | 60.5            | （10人）        | 5着  | 田中勝春 | 57   | 芝3000m（良） | 3:03.5（34.4）    | 0.8       | ソングオブウインド     |
|        | 12.    | 23     | 中山   | クリスマスC    | 1600万下 | 14   | 3.6             | （2人）         | 4着  | 田中勝春 | 56   | 芝1800m（良） | 1:47.2（35.8）    | 0.3       | マツリダゴッホ         |
| 2007   | 1.     | 13     | 中山   | 迎春S          | 1600万下 | 11   | 2.0             | （1人）         | 3着  | 田中勝春 | 56   | 芝2500m（良） | 2:33.7（37.1）    | 1.1       | ネヴァブション         |
| 2009   | 4.     | 26     | 東京   | 石和特別       | 1000万下 | 15   | 10.1            | （5人）         | 5着  | 内田博幸 | 57   | 芝1800m（稍） | 1:47.5（37.1）    | 1.0       | レッドシューター       |
|        | 5.     | 17     | 東京   | テレビ埼玉杯   | 1000万下 | 14   | 6.2             | （3人）         | 5着  | 内田博幸 | 57   | 芝2000m（良） | 2:01.0（36.5）    | 0.7       | ワイルドコンコルド     |
|        | 6.     | 6      | 東京   | 江の島特別     | 1000万下 | 16   | 4.3             | （2人）         | 1着  | 内田博幸 | 57   | 芝1800m（重） | 1:49.7（35.5）    | -0.3      | （ファビラスボーイ）   |
|        | 8.     | 22     | 札幌   | ポプラS        | 1600万下 | 16   | 10.8            | （6人）         | 2着  | 岩田康誠 | 57   | 芝2000m（良） | 2:00.3（35.0）    | 0.0       | マイネルスターリー     |
|        | 10.    | 10     | 京都   | 大原S          | 1600万下 | 16   | 4.7             | （3人）         | 2着  | 岩田康誠 | 57   | 芝2000m（良） | 1:58.6（34.6）    | 0.6       | アーネストリー         |
|        | 10.    | 31     | 京都   | 八坂S          | 1600万下 | 14   | 5.0             | （2人）         | 1着  | 岩田康誠 | 57   | 芝1800m（良） | 1:45.8（34.2）    | -0.1      | （スピリタス）         |
|        | 12.    | 5      | 阪神   | 鳴尾記念       | GIII     | 14   | 24.2            | （7人）         | 1着  | 藤田伸二 | 56   | 芝1800m（良） | 1:46.5（33.1）    | -0.2      | （スマートギア）       |
| 2010   | 1.     | 5      | 中山   | 中山金杯       | GIII     | 16   | 3.2             | （1人）         | 1着  | 藤田伸二 | 57   | 芝2000m（良） | 2:00.8（35.1）    | 0.0       | （トウショウシロッコ） |
|        | 5.     | 29     | 京都   | 金鯱賞         | GII      | 14   | 5.6             | （3人）         | 7着  | 藤田伸二 | 57   | 芝2000m（良） | 2:00.3（34.4）    | 0.8       | アーネストリー         |
|        | 6.     | 27     | 阪神   | 宝塚記念       | GI       | 17   | 46.5            | （10人）        | 15着 | 藤田伸二 | 58   | 芝2200m（稍） | 2:14.5（37.6）    | 1.5       | ナカヤマフェスタ       |
|        | 8.     | 22     | 札幌   | 札幌記念       | GII      | 16   | 18.1            | （7人）         | 3着  | 岩田康誠 | 57   | 芝2000m（良） | 1:59.9（35.7）    | 0.5       | アーネストリー         |
|        | 10.    | 31     | 東京   | 天皇賞（秋）   | GI       | 18   | 33.9            | （10人）        | 9着  | 武豊     | 58   | 芝2000m（稍） | 1:59.4（34.4）    | 1.2       | ブエナビスタ           |
|        | 12.    | 4      | 阪神   | 鳴尾記念       | GIII     | 12   | 10.8            | （6人）         | 10着 | 武豊     | 57   | 芝1800m（良） | 1:45.9（34.1）    | 1.0       | ルーラーシップ         |
| 2011   | 1.     | 5      | 中山   | 中山金杯       | GIII     | 16   | 9.4             | （3人）         | 12着 | 内田博幸 | 57.5 | 芝2000m（良） | 2:00.4（34.4）    | 0.6       | コスモファントム       |
|        | 6.     | 12     | 東京   | エプソムカップ | GIII     | 18   | 53.4            | （12人）        | 10着 | 三浦皇成 | 57   | 芝1800m（良） | 1:48.2（35.6）    | 0.9       | ダークシャドウ         |
|        | 7.     | 24     | 函館   | 函館記念       | GIII     | 16   | 15.4            | （7人）         | 3着  | 三浦皇成 | 57   | 芝2000m（良） | 2:00.6（35.5）    | 0.3       | キングトップガン       |
|        | 8.     | 21     | 札幌   | 札幌記念       | GII      | 13   | 7.6             | （5人）         | 2着  | 吉田隼人 | 57   | 芝2000m（良） | 2:00.4（34.5）    | 0.0       | トーセンジョーダン     |
|        | 10.    | 9      | 東京   | 毎日王冠       | GII      | 11   | 28.4            | （8人）         | 9着  | 吉田隼人 | 57   | 芝1800m（良） | 1:47.2（33.4）    | 0.5       | ダークシャドウ         |
|        | 10.    | 30     | 東京   | 天皇賞（秋）   | GI       | 18   | 249.9           | （16人）        | 12着 | 柴田善臣 | 58   | 芝2000m（良） | 1:58.0（36.6）    | 1.9       | トーセンジョーダン     |
| 2012   | 1.     | 5      | 中山   | 中山金杯       | GIII     | 16   | 47.2            | （11人）        | 13着 | 柴田善臣 | 57   | 芝2000m（良） | 2:01.1（35.7）    | 1.7       | フェデラリスト         |
|        | 3.     | 4      | 中京   | 中日新聞杯     | GIII     | 17   | 52.0            | （13人）        | 14着 | 田中康博 | 57   | 芝2000m（良） | 2:03.5（35.4）    | 1.3       | スマートギア           |
|        | 3.     | 24     | 中山   | 日経賞         | GII      | 14   | 294.4           | （13人）        | 13着 | 石橋脩   | 56   | 芝2500m（重） | 2:40.8（39.1）    | 3.4       | ネコパンチ             |

## 血統表
| アクシオンの血統サンデーサイレンス系（ヘイルトゥリーズン系 / Almahmoud 9.38% 4x5／Native Dancer 6.25% 5x5） | アクシオンの血統サンデーサイレンス系（ヘイルトゥリーズン系 / Almahmoud 9.38% 4x5／Native Dancer 6.25% 5x5） | アクシオンの血統サンデーサイレンス系（ヘイルトゥリーズン系 / Almahmoud 9.38% 4x5／Native Dancer 6.25% 5x5） | （血統表の出典） | （血統表の出典） |
| 父 *サンデーサイレンス Sunday Silence 1986 青鹿毛                                                           | 父の父Halo 1969 黒鹿毛                                                                                      | Hail to Reason                                                                                              | Turn-to          | Turn-to          |
| 父 *サンデーサイレンス Sunday Silence 1986 青鹿毛                                                           | 父の父Halo 1969 黒鹿毛                                                                                      | Hail to Reason                                                                                              | Nothirdchance    |                  |
| 父 *サンデーサイレンス Sunday Silence 1986 青鹿毛                                                           | 父の父Halo 1969 黒鹿毛                                                                                      | Cosmah | Cosmic Bomb      | Cosmic Bomb      |
| 父 *サンデーサイレンス Sunday Silence 1986 青鹿毛                                                           | 父の父Halo 1969 黒鹿毛                                                                                      | Cosmah | Almahmoud        |                  |
| 父 *サンデーサイレンス Sunday Silence 1986 青鹿毛                                                           | 父の母Wishing Well 1975 鹿毛                                                                                | Understanding                                                                                               | Promised Land    | Promised Land    |
| 父 *サンデーサイレンス Sunday Silence 1986 青鹿毛                                                           | 父の母Wishing Well 1975 鹿毛                                                                                | Understanding                                                                                               | Pretty Ways      |                  |
| 父 *サンデーサイレンス Sunday Silence 1986 青鹿毛                                                           | 父の母Wishing Well 1975 鹿毛                                                                                | Mountain Flower                                                                                             | Montparnasse     | Montparnasse     |
| 父 *サンデーサイレンス Sunday Silence 1986 青鹿毛                                                           | 父の母Wishing Well 1975 鹿毛                                                                                | Mountain Flower                                                                                             | Edelweiss        |                  |
| 母 *グレイテストヒッツ 1992 鹿毛                                                                            | 母の父Dixieland Band 1980                                                                                   | Northern Dancer                                                                                             | Nearctic         | Nearctic         |
| 母 *グレイテストヒッツ 1992 鹿毛                                                                            | 母の父Dixieland Band 1980                                                                                   | Northern Dancer                                                                                             | Natalma          |                  |
| 母 *グレイテストヒッツ 1992 鹿毛                                                                            | 母の父Dixieland Band 1980                                                                                   | Mississippi Mud                                                                                             | Delta Judge      | Delta Judge      |
| 母 *グレイテストヒッツ 1992 鹿毛                                                                            | 母の父Dixieland Band 1980                                                                                   | Mississippi Mud                                                                                             | Sand Buggy       |                  |
| 母 *グレイテストヒッツ 1992 鹿毛                                                                            | 母の母Simple Taste 1984                                                                                     | Sharpen Up                                                                                                  | *エタン          | *エタン          |
| 母 *グレイテストヒッツ 1992 鹿毛                                                                            | 母の母Simple Taste 1984                                                                                     | Sharpen Up                                                                                                  | Rocchetta        |                  |
| 母 *グレイテストヒッツ 1992 鹿毛                                                                            | 母の母Simple Taste 1984                                                                                     | Trove | Key to the Mint  | Key to the Mint  |
| 母 *グレイテストヒッツ 1992 鹿毛                                                                            | 母の母Simple Taste 1984                                                                                     | Trove | Mazaca F-No.13-c |                  |

- 近親に天皇賞（秋）を勝ったヘヴンリーロマンスやオークスを勝ったシルクプリマドンナ、ステイヤーズステークスを勝ったサージュウェルズがいる。